# JR (kunstenaar)

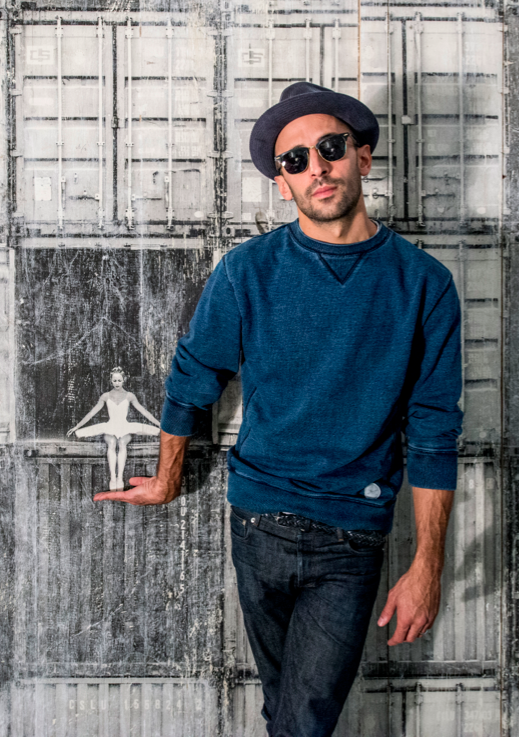
JR (2015)

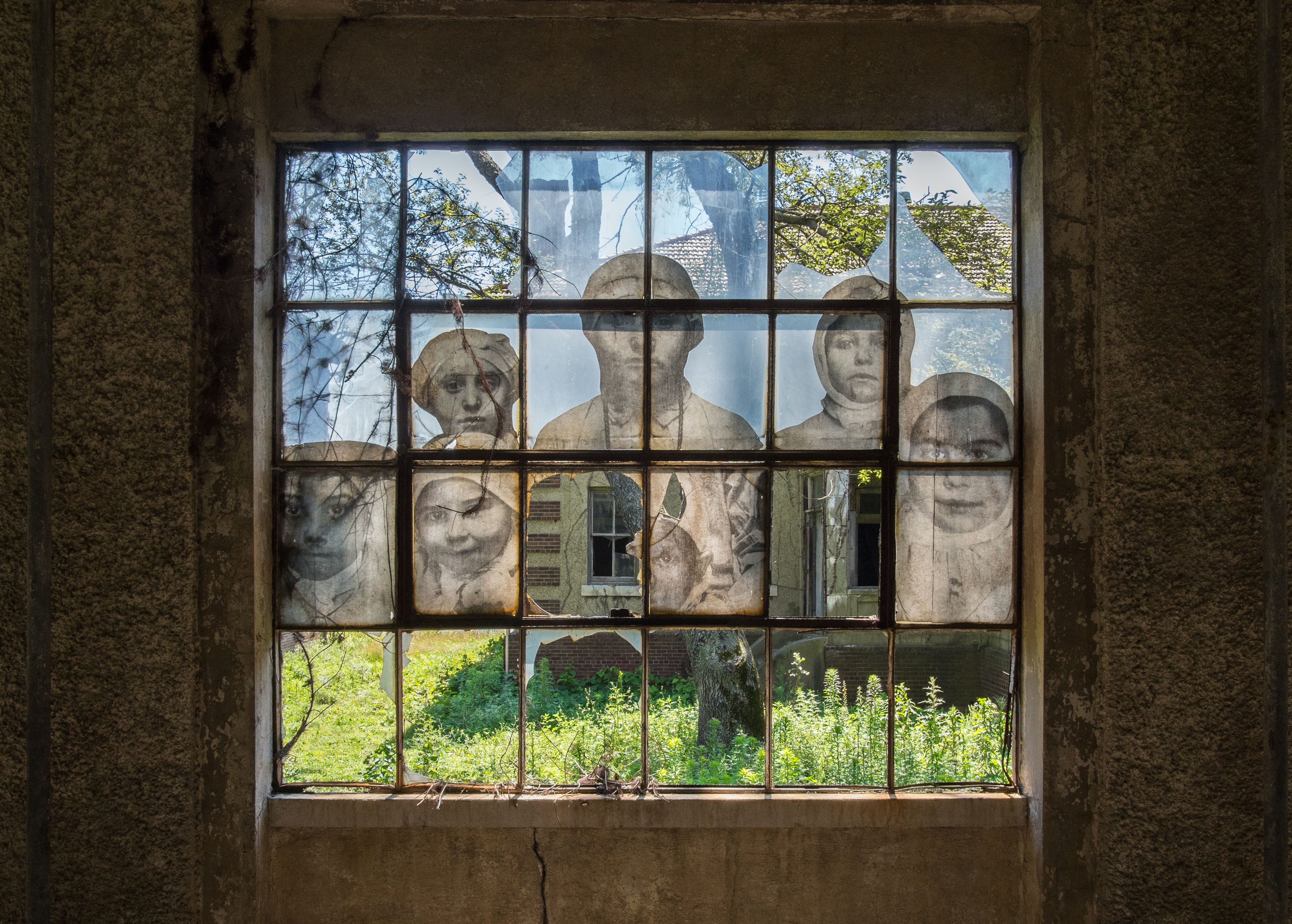
Een creatie van JR: collage met foto's van vluchtelingen uit het begin 20e eeuw (in het voormalige "Ellis Island Immigrant Hospital")

JR (22 februari 1983) zijn de initialen van een Franse fotograaf en beeldend kunstenaar wiens precieze identiteit niet bekend is. JR staat voor de initialen van zijn voornaam, Jean-René. Hij heeft zichzelf omschreven als "photograffeur". Hij 'wildplakt' zwart-witportretten van monumentaal formaat op gebouwen, op een wijze die lijkt op hoe een graffitikunstenaar zich de openbare ruimte toe-eigent. Hij stelt dat de straat "de grootste kunstgalerie ter wereld" is. Zijn werk is sterk politiek en sociaal gemotiveerd en "stelt vaak zowel wijdverbreide vooroordelen aan de kaak, als de reductionistische beelden die verspreid worden door de reclame-industrie en de media". In 2011 won hij de TED-prijs.

## Vroege jaren
JR begon zijn carrière in zijn tienerjaren als graffitikunstenaar in Parijs. Zoals hij zelf toegeeft, was hij in die tijd niet geïnteresseerd in wereldverbetering, maar vooral in het achterlaten van zijn tags in de openbare ruimte, vaak op moeilijk bereikbare plekken als schoorstenen en metrovoertuigen. Nadat hij op een dag een oude fotocamera vond in de metro van Parijs, ging hij met zijn vrienden deze nachtelijke escapades documenteren. Op zijn zeventiende begon hij kleine "exposities" in te richten op diverse plekken op straat, waarbij hij fotokopieën van zijn foto's op muren plakte.

## Projecten
Aangezien op zijn eerste, gevonden camera een 28 mm groothoekobjectief zat, was JR genoodzaakt om portretfoto's van zeer dichtbij te maken. De vertekening van het gezicht zorgde voor een karakteristiek resultaat en vereiste tevens het opbouwen van een zekere vertrouwensband tussen hem en de geportretteerde, voordat de camera tevoorschijn kwam. Zijn eerste drie grote projecten staan in het teken van dat objectief, en zijn getiteld 28 Millimeters.

### Portait Of A Generation
Na de Franse rellen van 2005 maakte JR in de buitenwijken (banlieues) van Parijs foto's van jongeren, die hij lelijke gezichten liet trekken en dreigende poses liet aannemen, om de spot te drijven met het karikaturale beeld van hen dat in de media werd verspreid. In de vorm van monumentale posters plakte hij deze portretten op muren in de meer welgestelde wijken van de binnenstad.
Een jaar later gebruikte de gemeente Parijs deze beelden in een officiële expositie.

### Face2Face
In 2007 organiseerde JR, samen met zijn partner 'Marco' (Marc Berrebi), "de grootste illegale fotografie-expositie ooit". Voor dit project trokken ze naar het Midden-Oosten om erachter te komen waarom Palestijnen en Israëli's niet met elkaar overweg kunnen. Na een week te hebben rondgetrokken, kwamen ze tot de conclusie dat de mensen aan weerszijden van de grens op elkaar lijken "als tweelingbroers die zijn opgegroeid in verschillende families". Om dit zichtbaar te maken, portretteerden ze Palestijnse en Israëlische mannen en vrouwen  met dezelfde beroepen, terwijl die gekke bekken trokken. Met een heel team plakten ze deze portretten van twee taxichauffeurs, boeren, leraren, geestelijken etc. als enorme posters direct naast elkaar op in het oog springende plekken in diverse steden aan beide zijden van de scheidingsmuur (en daarop).
Van deze artistieke onderneming maakte Gérard Maximin de film Faces, die internationaal op diverse festivals in de prijzen viel.

### Women are Heroes
Voor dit project reisde JR met artistiek partner tussen 2008 en 2010 naar de sloppenwijken van Rio de Janeiro (Brazilië), Nairobi (Kenia), Monrovia (Liberia), Phnom Penh (Cambodja), en Jaipur (India), om er vrouwengezichten te fotograferen. De foto's benadrukken niet de armoede, maar de vitaliteit van de vrouwen. Volgens JR dragen vrouwen de gemeenschap, maar zijn mannen op straat het zichtbaarst. De media tonen het geweld en de criminaliteit, maar de enorme vitaliteit in deze wijken blijft doorgaans onbelicht. De foto's van de vrouwen werden in de wijken zelf, maar tevens op diverse andere plekken in de wereld in de openbare ruimte geplakt: op de muren van kerken en moskeeën, zijkanten van bussen en treinen, op de bodem van een leeg zwembad. Overal wordt ingespeeld op de specifieke situatie ter plekke. In Kibera, Afrika's grootste sloppenwijk in Nairobi werden foto's van vrouwenogen eerst op vinyl geplakt, zodat de daken van de tientallen huizen waarop dit bevestigd werd, meteen waterdicht waren. In India was het onmogelijk posters te plakken zonder gearresteerd te worden, dus plakten ze grote witte vellen tegen de muren, met daarop een lijmlaag die het stof in de lucht oppikte, zodat geleidelijk beelden van ogen zichtbaar werd.
Van het project werd de documentaire Women are Heroes gemaakt en tevens een boek met dezelfde titel. Vrouwen die meewerken aan het project, doen hierin hun verhaal.

### The Wrinkles of the City
Dit project vond plaats op vier verschillende locaties. In de herfst van 2008 fotografeerde JR in Carthagena (Spanje) de oudste inwoners van de stad en plakte diens foto's op plekken in de stad waar de architectuur tevens "rimpels" vertoont. In 2010 deed hij dit nog eens in Shanghai, als onderdeel van de Shanghai Biennale. In 2011 was Los Angeles aan de beurt en in mei 2012 deed hij hetzelfde in Havanna, in samenwerking met de Cubaans-Amerikaanse kunstenaar José Parlé, die de reusachtige zwart-witfoto's aanvulde met op kalligrafie lijkende tekeningen.

### Unframed
Voor het project Unframed plakte JR in Grottaglie, Zuid-Italië (2009), Vevey, Zwitserland (2010) en São Paulo, Brazilië (2011) deze maal foto's van anderen in de openbare ruimte. Hij gebruikte hierbij foto's van Robert Capa, Gilles Caron, Helen Levitt, Mario Giacomelli en diverse anonieme fotografen, die hij op toepasselijke plekken inpaste in de omgeving en ze zo een nieuwe betekenis gaf. In Italië was een foto van mensen met gasmaskers in Tsjernobyl een aanklacht tegen het feit dat de lokale maffia illegaal giftig afval in de grond van dat gebied dumpt. In Zwitserland prijkte een levensgrote minaret op de zijkant van een flatgebouw, enkele weken nadat het wettelijke minarettenverbod er van kracht werd.

### Inside Out Project
Op 2 maart 2011 uitte JR, tijdens het aanvaarden van de TED-prijs, de volgende wens: "Ik wens dat jullie gaan staan voor hetgeen waar jullie om geven, door te participeren in een wereldwijd kunstproject. Samen gaan we de wereld BINNENSTE BUITEN keren."
Iedereen werd uitgenodigd om zelfgemaakte portretfoto's te uploaden, zodat JR ze kon printen en terugsturen. Vervolgens plakten mensen deze in hun eigen omgeving op. In september 2012 waren er 78.602 foto's geprint als posters voor 4.456 projecten op 9.564 verschillende locaties.